# Eudiscopus denticulus
Eudiscopus denticulus (Osgood, 1932) è un pipistrello della famiglia dei Vespertilionidi, unica specie del genere Eudiscopus (Conisbee, 1953), endemico dell'Indocina.

## Descrizione

### Dimensioni
Pipistrello di piccole dimensioni, con la lunghezza della testa e del corpo tra 40 e 45 mm, la lunghezza dell'avambraccio tra 34 e 38 mm, la lunghezza della coda tra 36 e 42 mm, la lunghezza del piede tra 5,2 e 6 mm, la lunghezza delle orecchie tra 13 e 14 mm e un peso fino a 5 g.

### Caratteristiche craniche e dentarie
Il cranio presenta una scatola cranica notevolmente appiattita e un rostro sottile e lungo. Le arcate zigomatiche sono espanse e la regione inter-orbitale presenta una depressione. Il palato è relativamente lungo. Gli incisivi superiori interni sono bifidi. Il secondo e terzo premolare inferiore sono piccoli e nascosti nei loro alveoli.
Sono caratterizzati dalla seguente formula dentaria:

### Aspetto
Le parti dorsali sono color bruno-sabbia, mentre quelle ventrali sono giallo-brunastre. Le orecchie sono strette, lunghe ed appuntite. Il trago è lungo, sottile, con la punta arrotondata e si piega in avanti a circa metà della sua lunghezza. La pianta del piede è modificata in un grosso cuscinetto carnoso, utilizzato per arrampicarsi sulla superficie liscia delle canne di bambù. Le dita del piede sono ridotte. Le membrane alari sono attaccate posteriormente alla fine del disco adesivo e alla base del dito più esterno del piede. Il calcar è ben sviluppato. Il pollice è corto, ingrossato alla base ma non essenzialmente modificato.

### Ecolocazione
Emette ultrasuoni a basso ciclo di lavoro sotto forma di impulsi di breve durata a frequenza modulata iniziale di 101±1,14 kHz, finale di 51,5±3,55 kHz e massima energia a 53,45±0,49 kHz

## Biologia

### Comportamento
Si rifugia dentro le canne di bambù all'altezza degli internodi. Il suo volo è lento e manovrato ed è in grado di rimanere sospeso in aria.

### Alimentazione
Si nutre vicino alle boscaglie e alle foreste.

## Distribuzione e habitat
Questa specie è conosciuta soltanto nel Laos settentrionale, Myanmar e Thailandia centrali e Vietnam meridionale.
Vive nelle foreste di bambù, collinari e decidue fino a 1.340 metri di altitudine.

## Conservazione
La IUCN Red List, considerato che questa specie è conosciuta soltanto in 4 località e le informazioni sull'effettivo areale, l'abbondanza e le eventuali minacce sono scarse, classifica E.denticulus come specie con dati insufficienti (DD).